# Кашежева, Инна Иналовна
И́нна Ина́ловна Каше́жева (12 февраля 1944, Москва — 14 мая 2000, Москва) — советская и российская поэтесса и переводчица кабардинских поэтов. Яркий, самый молодой представитель так называемой «эстрадной поэзии» шестидесятников.
Автор стихов почти трёх сотен популярных песен, которые исполняли Эдуард Хиль, Майя Кристалинская, Иосиф Кобзон, Владимир Трошин, Людмила Зыкина, Клавдия Шульженко, Кола Бельды и др. Песни: «Опять плывут куда-то корабли» (1964), «Подарок» (1965), «Лунный камень» (1966), «Дожди» (1966), «Круги на воде» (1966), «Нет, так не бывает» (1966), «Без меня» (1968), «Про тебя и про меня», «Мой Нарьян-Мар», «Енисей» и др. Автор 20 поэтических книг.

## Биография
Инна родилась и выросла в Москве, но, будучи внучатой племянницей кабардинского просветителя — Талиба Кашежева (1866—1931, род. в с. Кармово — ныне с. Каменномостское Зольского района КБР), много писала о Кабардино-Балкарии.
Первые стихи опубликовала шестнадцатилетней школьницей в журнале «Юность» (1960, № 3). В 1962 году в Нальчике вышла первая книга стихов «Вольный аул», на которую обратили внимание Алим Кешоков и Кайсын Кулиев, высоко оценив национальное своеобразие молодой одарённой поэтессы.
Юная Инна была самой молодой из плеяды поколения поэтов-шестидесятников. Талант поставил ее в один ряд с такими мэтрами поэтического олимпа, как Булат Окуджава, Евгений Евтушенко, Андрей Вознесенский, Роберт Рождественский, Белла Ахмадулина. Ее учителем по перу, наставником и другом был Кайсын Кулиев.
В 1960-е годы, когда вся страна жила ожиданиями перемен, стихи её были чрезвычайно востребованы. «Стихотворный бум начался в 61-м. И Инна сразу попала в обойму поэтов-чтецов. Тоненькая, стриженная под мальчика, всегда в брюках и спортивном свитере…», она легко покорила залы Политехнического и Лужников.
Кашежева с головой ушла в литературную жизнь, стала частью московской литературной богемы, завсегдатаем ЦДЛ, у неё появились «звёздные» знакомства: Алим Кешоков, Кайсын Кулиев, Татьяна Самойлова, Владимир Высоцкий, Олег Даль, Геннадий Шпаликов, Инна Гулая и поэты-эстрадники.
К двадцати годам выпустила в Кабардино-Балкарии два сборника собственной лирики и две книги переводов в издательстве «Молодая гвардия», «Московский рабочий».
1967 — вступила в Союза писателей СССР, много ездила по стране от Всесоюзного бюро пропаганды художественной литературы при Союзе писателей СССР вместе с Риммой Казаковой.
В 1972 окончила Литинститут.
Остро переживала начало перестройки, совпавшей с личными трагедиями — смертью родителей, автокатастрофой, в которой сломала ноги и после передвигалась только на костылях, и потерей умершей от рака ближайшей подруги, домработницы Наташи (Кашежева называла её сестрой).
В конце 1980-х впала в глубокую депрессию и сознательно отошла от литературной среды. Поэтесса осталась совсем одна, не выходя на контакт с внешним миром. Жаловалась: «Ноги не ходят. Я как Маресьев».
Когда одна из поклонниц предложила лекарства из гуманитарной помощи, ответила:
«Опустите лекарства в почтовый ящик. Я не в силах открыть дверь. На пуфике доезжаю только до туалета и обратно. И к тому же я совсем без зубов. Не хочу, чтобы вы меня увидели такой: в роскошной квартире с белыми стенами, белыми шелковыми шторами, в роскошной двуспальной белой кровати — и с черной пропастью беззубого рта»
О смерти Кашежевой Маша, дочь умершей подруги Наташи, сообщила только спустя некоторое время. С её слов, Кашежева не хотела, чтобы те, кого она любила, видели её мёртвой. В последний путь легенду советской поэзии провожали только её родная сестра Вера и близкие родственники.
Похоронена в Москве на Хованском кладбище рядом с родителями (Центральная территория, 124 уч.).

## Семья
Отец — Инал Шахимович Кашежев (1911—ум.), адыг из кабардинского села Кармово (ныне — Каменномостское), полковник, лётчик-испытатель. Участник ВОВ. Кадровый военный, прошел всю войну. Похоронен в Москве на Хованском кладбище (Центральная территория, 124 уч.).
Мать — Ксения Фёдоровна Васильева, русская, юрист по образованию. Похоронена в Москве на Хованском кладбище (Центральная территория, 124 уч.).
Кашежева состояла в браке, закончившемся разводом. 
Детей нет.

### Переводы
- Погосян А. Каменный венец : Стихи и поэма / Арташес Погосян; Пер. с арм. И. Кашежевой. — М. : Советский писатель, 1982.
- Мирнели М. Солнце в тростниках : Стихи / Мириан Мирнели; Пер. с груз. И. Кашежевой. — М. : Советский писатель, 1983.
- Каренц В. Пролог в горах : Стихи / Ваагн Каренц; Пер. с арм. И. Кашежевой. — М. : Советский писатель, 1985.
- Ногмов У. Зольские были : Стихи / Умар Ногмов; Пер. с кабард. И. Кашежевой. Нальчик: Эльбрус, 1987.
- Гедгафов Б. Мой язык адыгский : Стихи, поэмы / Борис Гедгафов; Пер. с кабард. И. Кашежевой. — Нальчик: Эльбрус, 1990.

### Об Инне Кашежевой
- Кешоков А. Знакомьтесь: Инна Кашежева // Литература и жизнь. — 1962. — 22 июня.
- Горловский А. Перед открытием // Литературная газета. — 1963. — 19 февраля.
- Давтян Л. Вступление в жизнь и в поэзию // Дружба народов. — 1963. — № 4.
- Эльбердова Э. Красиво, звонко, празднично // Кабардино-Балкарская правда. — 1963. — 22 марта.
- Султанов К. Инна Кашежева / Султанов К. Певцы разных народов. — Махачкала, 1971.
- Чупринин С. Что приобретено? // Литературная газета. — 1974. — 14 августа. — Рец. на сб. Кавказ надо мной.
- Биясова Р. Душа поэта: штрихи к портрету И. Кашежевой // Кабардино-Балкарская правда. — 1983. — 8 марта.
- Эфендиев С. И. Кайсын Кулиев и Инна Кашежева // Литературная Кабардино-Балкария. — 2006. — № 4.
- Алоева Л. . Незаходящее солнце Инны Кашежевой.
- Торогельдиева З. Н.  Архивная копия от 28 апреля 2012 на Wayback Machine. Диссертация: Поэзия Инны Кашежевой: проблемы традиций, жанров, поэтики. Нальчик, 2008.
- Инна Кашежева: Кавказ надо мною. Составитель Хафицэ М. . — Нальчик: Эльбрус, 2010. — (Наши знаменитости).
- Жирмунская Т.  «От прошлого жизнь просторней…» // Литературные задворки. 2010, № 9/2.
- Шереметьев Б.  Крови пламенный зов  Литературная Россия, № 13 от 03.04.2009.

## Память
В 2019 году к юбилейной годовщине И. Кашежевой в городе Нальчике был открыт памятник, выполненный из трёх видов камня в виде раскрытой книги, на обложке которой — профиль поэтессы, а на страницах — уходящие в перспективу старинные здания и знаменитое стихотворение об улице Кабардинской, где и установлен памятник.